# Vojtěch Cach
Vojtěch Cach (7. srpna 1914 Vídeň – 30. září 1980 Praha) byl český prozaik a dramatik.

## Životopis
Narodil se sice ve Vídni, ale už od mládí žil v Československu. Vyrůstal v Holicích a vystudoval reálku v Pardubicích.

Patřil ke generaci, na kterou plnou silou dolehla hospodářská krize 30. let, charakterizovaná velmi vysokou nezaměstnaností. Cach míval jednak krátkodobá zaměstnání, jednak byl i nějakou dobu nezaměstnaný. V době, kdy se v Německu vzmáhal nacismus, přijal své první novinářské místo v Chebu. Za okupace byl nasazen na Mostecku, brzy však z práce utekl a začal se skrývat. Zúčastnil se protifašistického odboje jako člen partyzánské brigády.
Po válce na Mostecku zůstal, stal se kulturně propagačním referentem Severočeských hnědouhelných dolů, pak se stal šéfredaktorem krajského časopisu KSČ Sever, krátce pracoval v Ústí nad Labem, Děčíně, od roku 1955 v Praze. V období let 1956-1960 byl šéfredaktorem měsíčníku Divadlo a pak si zvolil jediné zaměstnání - spisovatel.

## Dílo

### Rozhlasové a televizní hry
- Černá milenka (1947), rozhlasová hra z hornického prostředí
- DS 70 nevyjíždí (1947), rozhlasová hra z hornického prostředí
- Lidé kolem Jakuba (1964), rozhlasová hra,
- Cvok (1966), rozhlasová hra,
- Na druhé straně plotu 1968, rozhlasová hra,
- Chlapec s pletí Indiána (1969), rozhlasová hra,
- Žena skvělých možností (1972), televizní hra,
- Děravá kapsa (1973), televizní hra,
- Zatmění slunce (1973), rozhlasová hra,
- Stanice Minerva (1977), rozhlasová hra.

### Divadelní hry
- Duchcovský viadukt (1950), první část volné trilogie inspirované skutečnými událostmi ze sociálních, třídních a politických zápasů proletariátu na Mostecku a Kladensku ve 20. a 30. letech (děj je poměrně schematický a postavy fungují pouze jako reprezentanti sociálních tříd).
- Mostecká stávka (1953), též jako Pevnost na severu, druhá část volné trilogie,
- Paní Kalafová (1954), též jako Vzplanutí , třetí část volné trilogie, umělecky hodnotnější než předcházející dva díly (odraz sociálních dějů se promítá do vývoje ústřední hrdinky).
- Příběh plukovníka Adamíry (1956), též jako O nás bez nás, pokus propojit drama jedince s dějinnými událostmi v období Mnichova 1938 vyústil však v ilustrativní a třídně tendenční interpretaci.
- Moje teta, tvoje teta (1959), veselohra,
- Kateřina (1961), komedie,
- O koho se hraje (1973),
- Oheň v zádech (1975).

### Beletrie
- Čas nestačí člověku (1949), souhrn reportáží z oblasti přetváření severočeského hnědouhelného revíru, včetně údernického hnutí. Ústřední reportáž je věnována dolu Alexander v Hrdlovce
- Proč táta nepíše? 1956), povídky pro mládež z období hospodářské krize ze života horníků a jejich dětí.
- Tajemství Anny Marie (1958), dobrodružný klukovský příběh,
- Náklad do Hamburku (1959), dobrodružná povídka pro mládež a tématem útěku do ciziny,
- Chlapec s klíčkem (1965), povídka pro mládež,
- Kdo přijde pro kořist? (1968), detektivní román,
- Člověk v kleci (1968), román o bývalém kasaři, který se marně snaží vrátit k řádnému životu.
- Bledá tvář měsíce (1970), sbírka povídek z prostředí severních Čech jeho současnosti,
- Na druhé straně plotu (1970), povídka pro mládež s kriminálním námětem,
- Přicházím za tebou (1973), román, tragický příběh, v němž bývalý nacista odhaluje svou pravou tvář.
- Praskot ve větvích (1978), románový obraz historických událostí a poválečné výstavby v severočeském pohraničí.
- Zatmění slunce (1979), novela ze života party popelářů
- Stanice Minerva (1986).